# 128 (číslo)
Sto dvacet osm je přirozené číslo. Následuje po číslu sto dvacet sedm a předchází číslu sto dvacet devět. Řadová číslovka je stý dvacátý osmý nebo stoosmadvacátý. Římskými číslicemi se zapisuje CXXVIII.

## Matematika
Sto dvacet osm je
- perfektní mocnina složená ze dvou prvočísel, zároveň jedna z mocnin dvou (27).
- deficientní číslo
- nešťastné číslo
- nepříznivé číslo

## Chemie
- 128 je hodnota neutronového čísla, pro kterou neexistuje žádný stabilní nuklid (nejstabilnějším izotonem je tu 210Pb s poločasem přeměny 22,20 let[1]); a nukleonové číslo druhého nejběžnějšího izotopu telluru a současně třetího nejméně běžného přírodního izotopu xenonu[2]

## Kosmonautika
- STS-128 byla mise amerického raketoplánu Discovery k Mezinárodní vesmírné stanici (ISS). Na stanici raketoplán dopravil víceúčelový logistický modul (MPLM) Leonardo se zásobami. Modul obsahoval např. 3 skříně s experimenty, obytnou buňku pro modul Kibó, běhací dráhu C.O.L.B.E.R.T. a systém pro čistění atmosféry ARS (anglicky Atmospheric Revitalization System). Během letu se uskutečnily celkem 3 výstupy do kosmu (EVA). Náplní výstupů byla především výměna amoniakové nádrže ATA (Ammonia Tank Assembly) a sejmutí vnějších experimentů EuTEF a MISSE z modulu Columbus.

## Doprava
- Silnice II/128 je česká silnice II. třídy vedoucí na trase Čáslavsko – Lukavec – Pacov – Věžná – Černovice – Deštná – Jindřichův Hradec – Nová Bystřice – Rakousko[3]

## Roky
- 128
- 128 př. n. l.